# Não Sejas Mau para Mim
Não sejas mau para mim, a última parte frequentemente abreviada para "p'ra mim" foi a canção que representou Portugal no Festival Eurovisão da Canção 1986, interpretada em português por Dora.
A canção tinha letra e música de Guilherme Inês, Zé da Ponte e Luís Manuel de Oliveira Fernandes e foi orquestrada por Colin Frechter.
Na canção, Dora diz ao seu amante Não sejas mau p'ra mim, oh oh… ", porque ela no fundo gosta muito dele e só pensa estar com ele e pede-lhe várias vezes para não ser mau com ela.
A canção portuguesa foi a vigésima e última a ser interpretada na noite do evento, a seguir à canção finlandesa "Never the end", interpretada por Kari Kuivalainen. Como é apanágio, mais uma classificação modesta para Portugal, 14.º lugar e apenas 28 pontos foi o resultado final desta canção.